# 紫人
紫人（英語：Purple Man），本名，是美國漫威漫畫的反派角色。 由作家史丹·李和藝術家喬·奧蘭多創建，他首次出現在1964年10月《夜魔俠》#4。 他的身體會產生一種病毒，從而使他能夠口頭上控制他人的行為。 最初是夜魔俠的敵人，後來成為潔西卡·瓊斯的死敵。

## 出版歷史
紫人首次出現在《夜魔俠》#4（1964年11月）中，由作家史丹·李和藝術家喬·奧蘭多創作。

## 簡介
澤畢迪亞·基爾格雷夫（Zebediah Killgrave）出生於克羅地亞里耶卡，從一名醫生成為了一名國際間諜，他被送往一家化學精煉廠進行滲透行動，並意外地被一種使頭髮和皮膚發紫的化學物質所浸透。 儘管他被捕並受到訊問，提供了薄弱的辯解，但他仍被釋放。 像這樣的其他事件表明，神經毒氣使基爾格雷夫擁有了控制他人意志的能力。基爾格雷夫稱自己為紫人，開始了犯罪生涯。
在他犯罪生涯的早期，他利用自己的精神控制能力強迫一個女人成為他的妻子。在她康復並離開他之前，她懷上了他的女兒卡拉·基爾格雷夫（Kara Kilgrave）。卡拉繼承了他的頭髮及皮膚變色和精神控制能力，成為了阿爾法飛行的英雄跟班「紫女孩」，後來成為了阿爾法飛行的超級英雄——說服者。
他後來陸續對抗了蜘蛛人、月光騎士、夜魔俠、盧克·凱奇和鐵拳俠。他還出現在圖文小說《末日皇帝》中，其中末日博士利用紫人為一台名為“心理棱鏡”的機器提供動力，讓末日博士能夠控制地球上每個人的思想。在這個過程中，紫人發現自己即使近距離也無法控制末日博士的心智，因為末日博士的精神毅力太強大了。
後來他再次出現在X人——奈特·葛雷的漫畫書系列中，他幫助奈特·葛雷成為紐約市新崛起的超級英雄。他一直在巧妙地操縱曼哈頓的居民和奈特本人來接受並擁抱“天啟時代”故事情節中的年輕流放者作為現代的彌賽亞，然後他會因為英雄崇拜而在心理上變得極為強大。他將能夠利用他的超能力的全部潛力來真正改變世界的現實。當奈特得知真相並失去信心時，計劃失敗了，並削弱了他的能力。紫人便再次躲藏起來。
在《别名》系列中，紫人被揭露與潔西卡·瓊斯的過去有關。當潔西卡還在以“寶石”作為超級英雄稱號打擊犯罪時，紫人用他的精神控制能力控制了她，強迫她和他一起生活，同時在心理上折磨她，持續了好幾個月。他最終派她去殺死夜魔俠。儘管後來潔西卡成功了脫離紫人並逮捕了他，但此事件讓她深受創傷，以至於她放棄了超級英雄的生活並成為了一名私家偵探。後來，紫人再次逃脫，並試圖控制潔西卡對抗復仇者聯盟，但她抵抗了他的能力並將他擊倒。夜魔俠後來將紫人囚禁在浮沉監獄中。但在不久後，電光人在浮沉監獄中引發了一場騷亂，紫人也趁機逃脫，他想利用這個機會控制盧克·凱奇對付復仇者聯盟，並威脅懷有凱奇孩子的瓊斯。但紫人並不知道，在他被囚禁的期間，他的食物中已經加入了藥物來抵消他的力量，因此他無法控制凱奇，凱奇隨後將他打敗。
後來在M皇室事件中，紫人再次回歸，並操縱了雷霆特攻隊，但同時也被齊莫男爵給控制住。齊莫男爵使用他最近獲得的月光之石將紫人從監獄中釋放出來，並在牢房中留下了一個紫人的幻象，以便當局不會知道他的逃跑。藉由讓紫人的病毒通過紐約市的供水系統分佈，齊莫的月光之石能用來在任何必要的地方投射紫人的聲音，使紫人奴役了整個城市。在齊莫的指揮下，他將城中的超能力者作為自己的私人軍隊，攻擊試圖反抗他的雷霆特攻隊。最終，他被雷霆特攻隊成員格尼斯-威爾擊敗，齊莫男爵因紫人的失敗而折磨他，並將紫人送回了監獄。
當虎女帶領復仇者學院的學生參觀浮沉監獄時，她警告他們不要看紫人的臉或讀他的唇語。隨後其中一名學生危險品意外造成了監獄停電，紫人趁機脫離牢房，並遇到了擔任雷霆特攻隊的主管的盧克·凱奇。但他發現盧克使用了奈米機器人技術，免疫了他的精神控制能力，於是紫人的計畫再次失敗。
在恐懼本身事件中，紫人因為紅坦克在筏引發的騷亂再次逃出了牢籠，他從監獄中操縱了布偶大師並想藉此操控被布偶大師操縱的迷霧騎士等雇傭英雄，但被幻影殺手和籠罩前來阻止，紫人操控了監獄中的許多罪犯與他們對抗，在發現自己處於下風後，他透過哈德遜河逃離了這座超級監獄。
紫人後來在雪崩、獵頭者、震動人、新的死亡跟蹤者和新的地下世界的史考治的幫助下開始組建一個新的犯罪帝國。
夜魔俠的秘密身份曝光後，在舊金山期間，他遇到了繼承父親能力的紫人的孩子們。在馬特從他們的父親和歹徒手中救出孩子們之後，紫人的孩子們使用他們父親創造的一台機器來增強他們自己的力量，並消除世界對馬修·梅鐸即是夜魔俠的記憶。
最終，在追蹤潔西卡·瓊斯並控制了「驚奇隊長」卡蘿·丹弗斯後，紫人因為過度使用意志力而死，驚奇隊長將他的屍體扔進了太陽。但眾人後來發現丹佛斯受到了精神控制，紫人並沒有被扔進太陽；他的兒子班傑明（Benjamin）也有類似的能力，並復活了他的身體。

## 能力
紫人的身體會產生化學信息素，當他人吸入或通過皮膚吸收時，只要基爾格雷夫在場，他就可以控制他人的行為。這些能力可以控制大多數的人，但意志足夠堅強的人，比如毀滅博士或金霸王，能夠抵抗它的影響，而夜魔俠也能夠抵抗基爾格雷夫的能力，因為這種能力依賴於完全的感官操縱，夜魔俠的失明阻礙了他收到的信息素輸入量，讓他更容易抵抗他所接受的信息素。而月光騎士也藉由戴著耳塞，讓自己聽不到紫人的命令，打敗過紫人。

## 其他媒體
- 《X戰警》
- 《復仇者聯盟：史上最強英雄戰隊》：由布蘭特·史賓納配音。
- 漫威電影宇宙，由大衛·田納特飾演。
  - 《潔西卡·瓊斯》

## 資料來源
1. ↑  DeFalco, Tom; Sanderson, Peter; Brevoort, Tom; Teitelbaum, Michael; Wallace, Daniel; Darling, Andrew; Forbeck, Matt; Cowsill, Alan; Bray, Adam. . DK Publishing. 2019: 283. ISBN 978-1-4654-7890-0.
2. ↑  Rovin, Jeff. . New York: Facts on File. 1987: 282. ISBN 0-8160-1356-X.